# Elsbeth Ebertin
Elsbeth Ebertin, in arte Elsa Gorlizia (Görlitz, 14 maggio 1880 – Friburgo in Brisgovia, 28 novembre 1944), è stata un'astrologa tedesca.
Frau Elsbeth Ebertin fu la più nota astrologa tedesca del periodo della Repubblica di Weimar. Era madre e nonna di due noti astrologi, rispettivamente di Reinhold Ebertin e Baldur Ebertin.  Era redattrice di una nota rivista di astrologia, edita tra il 1917 ed il 1938, prima che venisse chiusa d'imperio da parte del governo nazista. Divenne famosa per una previsione avveratasi su Adolf Hitler e per aver predetto l'anno e le circostanze della propria morte, avvenuta nel corso di un bombardamento aereo alleato sulla Germania.
La figura della veggente è stata studiata in poche opere in Italia, tra cui nell'opera Hitler e il nazismo magico di Giorgio Galli che tratta a fondo il tema delle origini esoteriche del movimento nazista.

## Notizie Biografiche
Elsbeth Ebertin nacque a Görlitz, in Sassonia, oggi città di confine con la Polonia, ma, al tempo, al centro della Prussia storica.  Fin da giovane s'interessò all'astrologia ed alla grafologia, tanto da esser assai nota negli ambienti esoterici già attorno al 1900. Lesse anche le raccolte delle profezie di noti veggenti quali Nostradamus, la Monaca di Dresda, Madre Shipton, il Ragno Nero, San Malachia e Papa Pio X, mentre non sono accertate suoi contatti con Edgar Cayce e Baba Vanga (Vangelia Pandeva). Collaboratrice di molte riviste del settore a partire dal 1910, firmò la prima delle sue innumerevoli pubblicazioni nel 1914. Nel 1917  divenne redattrice dell'almanacco  “Ein Blick in die Zukunft Jahrbuch” (“Uno sguardo nel futuro - Annuario”), carica che mantenne fino alla chiusura della testata nel 1938. Nel 1925 – 1926 aveva pubblicato un trattato di astrologia che divenne assai famoso anche in Italia col titolo: “Il corso delle stelle e gli eventi mondiali”.  Nel 1936  pubblicò il trattato “Astrology Romance”. Nel 1938 il regime nazista promosse un allontanamento degli astrologi da Berlino e gli oroscopi furono banditi dal Terzo Reich già nel 1933 perché ritenuti politicamente pericolosi, avendo il partito di Hitler intrapreso la via che fatalmente condurrà alla seconda guerra mondiale . La Ebertin morì a causa d'un bombardamento aereo alleato sulla città di Friburgo in Brisgovia nel land del Baden-Württemberg il 28 novembre 1944.

## La notorietà
La celebrità venne raggiunta da Frau Ebertin nella primavera 1923, quando la veggente era occupata a stendere l'edizione per l'anno successivo della sua pubblicazione annuale. L'astrologa stava preparando le previsioni relative al segno dell'Ariete per il numero di aprile della rivista berlinese "Uno sguardo sul futuro" (“Ein Blick in die Zukunft Jahrbuch”), quando una lettrice di Monaco le scrisse una lettera per avere l'oroscopo del suo idolo, Adolf Hitler, specificando la data ma non l'ora di nascita, né le generalità. La risposta dell'astrologa fu: “Un uomo di azione nato il 20 aprile del 1889, con il sole in 29 gradi Ariete, può esporsi al pericolo personale con iniziative eccessivamente imprudenti e con molta probabilità di scatenare una crisi incontrollabile. Le costellazioni indicano che quell'uomo va preso molto sul serio; è destinato ad avere il ruolo di Fuhrer nelle battaglie future. L'uomo a cui mi riferisco, con questa forte influenza dell'Ariete, sembra destinato a sacrificarsi per la popolazione tedesca, e ad affrontare le situazioni con audacia e coraggio. Anche se si tratterà di vita o di morte.”  L'astrologia era assai diffusa, presso tutti i ceti sociali,  in Germania nel periodo tra le due guerre e fu studiata da uomini e donne di vara estrazione. La cultura astrologica era fatta propria anche da scienziati impegnati nella ricerca dell'energia atomica. Le conseguenze della disfatta patita al termine della prima guerra mondiale, con tutti i suoi problemi e le sue incertezze, nel caotico clima del primo dopoguerra tedesco, indussero molti a rivolgersi agli astri in cerca di informazioni e pronostici che annunciassero giorni migliori. Durante questo periodo travagliato ci fu un intenso fiorire di figure, quali medium, indovini, profeti, illusionisti. Basti citare la figura di Erik Jan Hanussen, il consulente esoterico di Hitler e di tanti alti gerarchi nazisti. A Monaco di Baviera ed a Lipsia si tennero i congressi delle associazioni astrologiche tedesche, rispettivamente nel 1921 e nel 1922, a cui partecipò anche la Ebertin. Anche Hitler, nel 1920, iniziò ad interessarsi di astrologia e già nel testo della bibbia del Nazismo, il Mein Kampf, redatta nella primavera – estate del 1924, si reperiscono riscontri all'esoterismo tipico del periodo. In seguito a questa previsione, molti esponenti politici di ogni partito la tempestavano di telefonate per ottenere il proprio personale oroscopo. Alla lettura del suo, Hitler sbottò impaziente ed infastidito col dire: “E che c'entrano con me le donne e le stelle … ?!”. Ma tenne sempre la Ebertin in gran considerazione. Galli si spinge ad ipotizzare che proprio la non osservanza della predizione della Ebertin causò ad Hitler l'incarcerazione per il tentato putsch e che  – dopo la sua scarcerazione dalla prigione di Landsberg am Lech – abbia deciso di conseguire il potere (e detenerlo) in ossequio alla costituzione.